# Natasha Kroll
 Natasha Kroll  (* 20. Mai 1914 in Moskau, Russland; † 2. April 2004 in London, Vereinigtes Königreich) war eine  russisch-britische Designerin. Sie war für ihr Produktionsdesign bei der BBC in den späten 1950er und frühen 1960er Jahren bekannt und später für ihr Design mehrerer Spielfilme. Zuvor hatte sie sich einen Ruf als innovative Designerin von Schaufensterdekorationen erworben.

## Leben und Werk
Kroll war die Tochter von Hermann Kroll und Sophie Kroll. Sie zog 1922 im Alter von 8 Jahren mit ihrer Familie nach Deutschland, damit ihr Bruder eine medizinische Behandlung erhielt, die in Russland nicht verfügbar war. Sie studierte Design und insbesondere Schaufenstergestaltung an der Reimann-Schule in Berlin. Die Ausbildung zum Schaufensterdekorateur war zu der Zeit in Deutschland einmalig und entwickelte sich hier beispielhaft für Europa. Krolls Lehrerin im Fach Schaufenstergestaltung war Else Taterka.  1936 floh die Familie Reimann nach Großbritannien und eröffnete mit vielen der ursprünglichen Mitarbeiter und Studenten, darunter Kroll, Dorrit Dekk, Elisabeth von Sydow, Hans Arnold Rothholz und Manfred Reiss, eine Schule in London. So kamen neue Praktiken und Themen wie Schaufensterdekoration nach Großbritannien.

## Unterrichtstätigkeit und Designerin
Kroll unterrichtete an der Reimann-Schule in London und arbeitete als Designerin bei den Kaufhäusern Rowntrees in Scarborough und York. 1942 wurde sie Ausstellungsleiterin bei Simpson Piccadilly. Der Gründer dieses relativ neuen Geschäftes, Alexander Simpson, war ein Bewunderer modernen Designs und hatte den Bauhaus-Designer Laszlo Moholy-Nagy und die englische Grafikdesignerin Ashley Havinden mit Arbeiten beauftragt. Die Fassade des modernen Gebäudes von Joseph Emberton war mit einer Reihe konkaver, nicht reflektierender Schaufenster versehen, die zur Kulisse für Krolls Installationen wurden.
In ihrem Buch Shop Window Display (1954) betonte sie, dass die Schaufenster im Wesentlichen Schaukästen für die Waren seien. Die Beleuchtung und die Gegenstände dienten nur dazu, die Kleidung hervorzuheben. Auslagen mit der tatsächlichen Ware waren das wichtigste Mittel zur Kundenanlockung. Zu dieser Zeit förderte Kroll auch junge Designer wie den französischen Künstler André François und den Textildesigner Terence Conran, der gerade die Kunstschule abgeschlossen hatte.

## Filmproduktionsdesign
1956 wurde Kroll eingeladen, in Richard Levins Designabteilung bei BBC-Television zu arbeiten. Levin hatte seine Produktionsdesigner hauptsächlich aus dem Kino und Theater rekrutiert, deren Fachwissen ideal für Dramen oder Situationskomödien war, aber für die Gespräche und Sachprogramme, die knapp die Hälfte der Sendeleistung ausmachten, gab es kaum Unterstützung im Design. Dies veranlasste Levin, eine Studiodesign-Abteilung unter der Leitung von Kroll zu gründen, die einen Stil speziell für das neue Medium entwickeln sollte. Huw Wheldons Kunstmagazin Monitor war eines der Programme, die Kroll persönlich gestaltete.
1966 verließ sie die BBC, um freiberuflich zu arbeiten und spezialisierte sich auf Historiendramen, wie Maria Stuart. Als Designerin für LWT und Yorkshire Television arbeitete sie an vielen Filmen mit, darunter The Lower Depths, The Death Of Danton, Ring Around The Moon, The Seagull, Eugene Onegin, The Soldier's Tale und The Cherry Orchard.
Als Produktionsdesignerin war sie unter anderen für folgende Spielfilme tätig: Macbeth (1970), Tschaikowsky – Genie und Wahnsinn (1971), The Hireling (1973), Age of Innocence (1977), Absolution (1978).
Kroll starb 2004 im Alter von 89 Jahren.
Ihr Archiv befindet sich im Designarchiv der University of Brighton.

## Auszeichnungen (Auswahl)
- 1966: Aufnahme in die Fakultät der Royal Designers for Industry[11][12]
- 1974: British Academy Film Award/Bestes Szenenbild für Botschaft für Lady Franklin (The Hireling)[13]

## Veröffentlichungen (Auswahl)
- Window Display. The Studio Publications, 1954.